# Telesattel
Dieser Artikel wurde auf der  Qualitätssicherungsseite des Portals Transport und Verkehr eingetragen.
Bitte hilf mit, ihn zu verbessern, und beteilige dich an der Diskussion. (+)

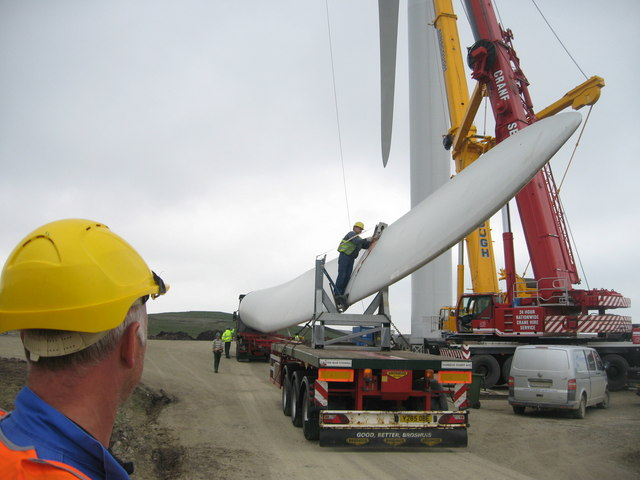
Telesattel von Broshuis

Ein Telesattel ist ein Sattelauflieger, bei dem die Ladefläche auf eine Ladelänge von bis zu 40 Meter verlängert werden kann. Dies ist nötig, um zum Beispiel Transportgüter wie Rotorblätter von Windkraftanlagen fertig montiert zum Windpark zu liefern. Die beweglichen Hinterräder des Schwertransports sind gerade bei Kurvenfahrten von besonderer Bedeutung. Der Auflieger kann mittels drei Teleskopverlängerungen auseinander- oder zusammengeschoben werden.